# Cèl·lules IPS
Les cèl·lules mare Pluripotents Induïdes o cèl·lules IPS (en anglès: Induced Pluripotent Stem Cells) són un nou tipus de cèl·lules adultes multipotents elevades a un estat superior, cèl·lules pluripotents. Aquestes cèl·lules són capaces de generar la majoria de les cèl·lules de la resta del cos.
Només per aquest motiu ja són eines molt útils per al desenvolupament de medicaments i a la modificació de malalties. Però el que realment es busca és la creació d'òrgans mitjançant impressores 3D. Per exemple, una empresa anomenada Organovo, va aconseguir crear una làmina de fetge completament funcional.

## Història
Les cèl·lules mare s'han estat investigant des de 1860, a Alemanya, a causa de l'anàlisi del desenvolupament de l'embrió. La investigació de les IPS comença el 2006 amb la reprogramació de cèl·lules adultes de pell de ratolí. El 2007 s'avança amb la investigació amb ratolins. Simultàniament, des del 2007 fins a l'actualitat s'han estat investigant les IPS humanes.

### Primera generació de ratolins
El 2006, Shinya Yamanaka i el seu equip van ser els primers a generar cèl·lules IPS. Per a produir-les van utilitzar fibroblasts de ratolí (cèl·lules del teixit conjuntiu) utilitzant també com a vectors els retrovirus. Els gens essencials que van fer possible les IPS en ratolins són: Oct-3/4, Sox2, c-Myc i KLF4, anomenats conjuntament com a Factors de Yamanaka.
Aquestes cèl·lules tenen patrons de metilació de l'ADN. La metilació consisteix a afegir grups metil a l'ADN. La part amb els grups metils adherits no es pot duplicar.

### Segona generació de ratolins
Durant el 2007, tal com es va fer a la generació anterior, es van utilitzar fibroblasts de ratolí però van afegir el gen Nanog. Sense aquest gen no seria possible produir IPS.
Com que van utilitzar els gens de la generació anterior, fent servir l'experiència, van descobrir que el c-Myc (gen oncogènic que es troba al cromosoma 8) produïa càncer en un 20% dels casos. Però aquest gen augmentava l'eficiència, per tant, al prescindir d'aquest, es va notar un gran descens de l'eficiència.

### Persones rellevants
Actualment s'estan dedicant molts esforços i recursos en aquesta investigació, ja que els processos que s'han de dur són molt cars, però d'entre els investigadors n'hi ha pocs que hi destaquen tant com aquests dos: Shinya Yamanaka i James Thomson amb els seus respectius equips.
El Dr. Shinya Yamanaka, amb un Premi Nobel de Fisiologia i Medicina a les seves espatlles, actualment treballa com a Professor de l'Institute for Frontier Medical Science, i Director del CiRA (Center for iPS cell Research and Application) a Kyoto.
Al acabar els estudis, Yamanaka va començar com a cirurgià, però en veure el que els millors en aquest camp podien fer, i ell no era capaç després d'haver estudiat molt de temps, va decidir que no tenia talent per ser un d'ells.
Posteriorment va decidir dedicar-se a la investigació bàsica i va començar la seva formació post doctoral a Galdstone Institutes. El primer punt d'inflexió succeeix el 1999, amb el primer treball com a professor i investigador a l'institut Nara de Ciència i Tecnologia. La investigació que portava entre mans estava relacionada amb la medicina regenerativa mitjançant cèl·lules ES.
El 2003 quan va decidir investigar les IPS Yamanaka va començar amb un laboratori petit i amb molt poc finançament, ja que la resta d'investigadors estaven enfocats en les cèl·lules mare embrionàries.
El primer “gran” finançament el va rebre el 2006, on va utilitzar fibroblasts de ratolí (cèl·lules presents en el teixit conjuntiu) per aconseguir IPS funcionals. Va iniciar la seva investigació amb cèl·lules humanes el 2007. Gràcies als avenços que va presentar va aconseguir el premi Nobel de Fisiologia i Medicina.
El Dr. James Alexander Thomson, que actualment ocupa el lloc de director de Biologia Regenerativa a l'Institut de Recerca Morggridge i professor a la Universitat de Wisconsin-Madison, es va graduar el 1981 en biofísica a la Universitat de Illinois.
Entre el 1985 i el 1988 va obtenir dos doctorats, el primer en medicina veterinària i el segon en biologia molecular. La seva investigació, com la majoria dels implicats en la medicina regenerativa, va començar en les cèl·lules ES, però el 2007 va iniciar la seva investigació en les cèl·lules IPS.
Actualment la seva investigació està basada a entendre com aquestes cèl·lules canvien la seva identitat, és a dir, trobar el perquè de la regressió de les cèl·lules adultes a un estat més primitiu. És a dir, a un estat anterior al que estan actualment.
Thomson va dir que està esperant a iniciar la investigació en humans per “transformar” aquestes IPS en cèl·lules vasculars, cardíaques i sanguínies.
Segons un article de la Vanguardia, les 10 persones més rellevants per a la ciència de 2014. Apareix una oculista japonesa, que ha estat la primera a utilitzar un tractament d'IPS en humans.
Encara que no ha format part de la investigació, Masayo Takahashi, ha estat la primera a tractar una patologia degenerativa amb cèl·lules IPS.

### Universitats rellevants
La Universitat de Kyoto, és la cabdal en aquesta investigació, ja que participa en el CiRA amb Yamanaka com a director del projecte.
Aquesta Universitat accepta estudiants, postgraduats i amfitrions d'investigació. Però els que vulguin ser acceptats per entrar a un laboratori específic han de passar un examen d'admissió i ser acceptats en l'Escola de Medicina.
Fins a l'actualitat, en aquesta universitat s'han investigant IPS en ratolins (2006), en humans (2007), utilització de vectors d'ADN per tal de no utilitzar gens (2008), però en l'actualitat ja havent descobert la manera d'utilitzar vectors d'ADN, es pretén optimitzar els mètodes de generació de cèl·lules IPS.
La Universitat de Kyoto accepta donacions, dedicades a la investigació d'IPS, per intentar aconseguir 500 milions de iens japonesos.
L'altra Universitat que participa en la investigació de les IPS és el Morgridge Institute for Research, on Thomson lidera l'equip de biologia regenerativa.
Un dels projectes que actualment estan portant a terme és l'obtenció de cèl·lules arterials a partir de les IPS, cosa que s'aplicaria a les operacions per a fer un bypass del cor.

## Cèl·lules IPS
Les cèl·lules IPS intenten emular a les ja explicades cèl·lules ES. Per a aconseguir les IPS, es parteix de les cèl·lules adultes de les quals s'ha de modificar la informació genètica que contenen per a aconseguir un estat de pluripotencialitat. La informació genètica també s'anomena ADN (àcid desoxiribonucleic) o ARN (àcid ribonucleic) en els virus RNA.
Per a poder introduir material genètic dintre d'una cèl·lula, primerament s'han d'obrir uns porus a la membrana plasmàtica, això s'aconsegueix mitjançant una sèrie de descàrregues elèctriques. Aquest procés s'anomena electroporació.
Després de l'electroporació, va la transfecció, que és la introducció de nou material genètic dintre de la cèl·lula mitjançant una espècie de vehicles anomenats vectors. Al duplicar la cèl·lula, es duplica tot el material genètic “nou”, i d'aquesta manera només fa falta fer el procés de transfecció un cop.
Un cop acabada la transfecció, es pot iniciar la reprogramació, que consisteix a esborrar i remodelar les marques epigenètiques durant el desenvolupament dels mamífers.
Les IPS deriven de cèl·lules adultes per transfecció de diversos gens exògens, però n'hi ha que produeixen tumors (gens oncògens).
Per altra banda, els gens oncògens augmenten l'eficiència de la reprogramació i sense aquests gens només un 0.1%-1% de les cèl·lules es reprogramaria.
Com que a més és un procés molt costós el que es vol és tenir una alta eficiència.
Per aquest motiu, els científics van buscar una altra alternativa als gens tals com: molècules de baix pes molecular, adenovirus, plasmidis, proteïnes recombinants i molècules d'ARN.
Després la transfecció, passat un mes (3-4 setmanes aproximadament) un petit percentatge de cèl·lules van començar a diferenciar-se. Aquestes IPS s'aïllen per selecció amb un gen de resistència a antibiòtics.

### Gens que indueixen la reprogramació
Sense la majoria de gens esmentats en l'apartat anterior les cèl·lules IPS no es podrien aconseguir, ja que la producció d'aquestes depèn completament dels gens que ajuden a les cèl·lules adultes a adquirir un nivell superior com són les embrionàries o cèl·lules ES.
Uns gens indispensables que fan possibles les IPS són Mai-3/4 i diversos membres de la família Sox (Sox1, Sox2, Sox3, Sox15). D'altra banda també hi ha gens que augmenten l'eficiència de reprogramació, com les famílies dels factors Kruppel (Klf1, Klf2, Klf4, Klf5), Nanog i LIN28.
Es poden distingir 2 tipus de grups de gens: els indispensables en la reprogramació i els que augmenten l'eficiència de la reprogramació.
-Gens indispensables en la reprogramació: el Set-3/4 és un dels gens de la família dels factors de transcripció d'estructura octamèrica, conegut pel paper en el manteniment de la pluripotència. La família octubre no produeix inducció de la reprogramació, excepte el Oct-3/4.
Els gens Sox estan associats al manteniment de la plutripotència i la multipotència. El Sox2 és el primer que es va utilitzar perquè es creia que era l'únic útil, però més tard es va demostrar que altres gens de la família Sox també són útils. Per exemple, el Sox1 és similar al Sox2 encara que la seva eficiència és menor.
-Gens que augmenten l'eficiència de la reprogramació: 
Els gens Kruppel (KLF) són els encarregats del desenvolupament del zigot, encara que Thomson va comprovar que KLF4 no induïa cèl·lules IPS humanes. S'ha demostrat que KLF2 indueix a les IPS amb una major eficiència. En canvi els KLF1 i KLF5 ho fan amb una menor eficiència.
Els gens Myc són gens oncògens, és a dir, que estan implicats en l'aparició del càncer. El c-Myc és un gen oncogen implicat en la inducció a les IPS, per tant, hi ha una probabilitat que el subjecte tingui càncer, però actualment ja no és necessari per mantenir les IPS. El c-Myc causava una gran mortalitat entre ratolins trasplantats, més concretament un 25% del total de ratolins tenien tumors letals.
El gen Nanog, el Mai-3/4, i Sox2 estan en les cèl·lules ES. Yamanaka va descriure inicialment que Nanog no era necessari per a la reprogramació i Thomson va comprovar que sí que era possible la seva utilització.
LIN28 és una proteïna que lliga ARN, s'expressa en cèl·lules ES i cèl·lules tumorals. S'ha demostrat que LIN28 pot induir IPS encara que és dispensable. El gen LIN28 és una proteïna, necessària per a l'obtenció d'IPS, que lliga RNA que s'expressa en les cèl·lules ES i cèl·lules tumorals associades a la diferenciació i la seva multiplicació.

### Producció d'IPS humanes
El 2007 va començar la producció de cèl·lules IPS humanes a partir de cèl·lules ES per part de dos equips, el de Yamanaka i el de Thomson.
L'equip de Yamanaka, treballa amb els gens: oct-3/4,Sox2, KLF4 i c-Myc, utilitzant com a vectors els retrovirus.
L'equip de Thomson, utilitzant els gens: oct-4, Sox2, Nanog i LIN28, a més d'utilitzar lentivirus (virus amb un llarg període d'incubació) com a vectors.
Tot i que aquestes cèl·lules eren recents, van trobar inconvenients com per exemple: l'eficiència d'obtenir aquestes cèl·lules, la mutagènesi insercional, tumors i la reprogramació incompleta. Anem a explicar aquests problemes.
- Eficiència: Avui dia encara és baixíssim el percentatge d'obtenció de cèl·lules IPS. Per exemple, Yamanaka amb el seu equip només tenien un 0’1-1% d'obtenir aquestes cèl·lules.[9]

Per ara l'explicació per a aquesta eficiència és que han de coincidir diversos gens exògens transfectats.
- Mutagènesi insercional: afecta a les aplicacions en medicina general. Són mutacions produïdes en introduir gens estranys. Es pot evitar mitjançant l'ús de vectors alternatius (plasmidis, adenovirus, transposons)

També es poden utilitzar vectors com proteïnes o ARN, però la més esperançadora és l'ús de proteïnes de baix pes.
- Tumors: afecta a la medicina regenerativa.

Per exemple, els gens oncògens com el c-Myc augmenten la probabilitat d'inducció de tumors.
El gen p53, a banda de provocar tumors, també disminueix l'eficiència, per tant en inactivar-lo o eliminar-lo augmenta l'eficiència i disminueix el risc de provocar un tumor.
- Reprogramació incompleta: la diferenciació cel·lular ha de ser completa la qual cosa no sempre s'aconsegueix.

Malgrat tots els inconvenients, els investigadors van aconseguir generar cèl·lules IPS, que van formar ratolins derivats fets completament d'aquestes cèl·lules, injectant-les als blastocists. Malgrat aquest èxit, els estudis dels perfils de transcripció demostren que l'equivalència no és sempre completa.